# Patria AMV
Der Patria AMV (englisch für Armored Modular Vehicle) ist ein allradgetriebenes, drei- oder vierachsiges Mehrzweck-Militärfahrzeug. Es wird vom finnischen Rüstungskonzern Patria hergestellt. Der erste Prototyp wurde 2001 produziert und die ersten Einheiten 2003 an die finnischen Streitkräfte geliefert. Die Serienproduktion begann 2004.

## Beschreibung
Die wesentliche Charakteristik des AMV ist sein Modulardesign, das ihn zur Basisplattform für verschiedene Verwendungen wie Geschütztürme, Bewaffnung, Sensorik oder Kommunikationssysteme macht. So existieren Designs für verschiedene Truppentransporterversionen (APC: armoured personnel carrier) oder als Schützenradpanzer (IFV: infantry fighting vehicle), diverse Anwendungen für die Fernmelde- und Sanitätstruppe, für die Kampfunterstützungstruppen, aber auch gepanzerte Versionen mit Großkalibermörsern und Maschinenkanonensystemen. Eine sehr wichtige Eigenschaft des AMV ist seine passive Schutzwirkung gegen Minen, die Explosionen von bis zu 10 kg TNT widersteht.

## Einsatz
Die polnischen Streitkräfte bestellten 313 Einheiten des mit dem 30-mm-MK-Geschützturm Zakłady Mechaniczne Tarnów UKM-2000C (ATK Mk44 Chain Gun) des italienischen Herstellers Oto Melara ausgerüsteten Fahrzeugs sowie 377 Einheiten in verschiedenen anderen Konfigurationen, die zwischen 2004 und 2013 geliefert wurden. Einige polnische Fahrzeuge waren in Afghanistan (ISAF) im Einsatz. Die polnischen AMV werden im polnischen Heer als KTO Rosomak („Bärenmarder“) bezeichnet.
Die überwiegende Mehrheit der Fahrzeuge des Typs KTO Rosomak wurde von Wojskowe Zakłady Mechaniczne aus Siemianowice Śląskie hergestellt.
Die finnische Armee bestellte 24 Einheiten mit AMOS-Mörsersystem und 62 Einheiten mit Protector-M151-Fernzielbewaffnung für das sMG .50 M2HB QCB oder die Granatmaschinenwaffe von Heckler & Koch. Die Standardversion wird in der finnischen Armee als XA-360 bezeichnet, während die AMOS-Version XA-361 heißt.
Im Mai 2007 wurde das südafrikanische Unternehmen Denel Land Systems beauftragt, eine verbesserte Version des AMV zu produzieren, die eine höhere Schutzwirkung gegen Beschuss und Minengefahr für die südafrikanische Armee bietet. Der AMV soll die südafrikanischen Einheiten Ratel im Zuge des Programms „Hoefyster“ (Hufeisen) ersetzen. Fünf verschiedene Versionen sollen beschafft werden: Command, Mortar, Missile, Section und Fire Support.
Im Juli 2007 wählte das kroatische Verteidigungsministerium den Patria AMV als neues gepanzertes Kampffahrzeug für die kroatischen Streitkräfte im Ergebnis ihrer allerersten internationalen Ausschreibung aus. 84 Einheiten des AMV sollen beschafft werden. Ursprünglich waren 84 Einheiten vierachsiger und 42 Einheiten dreiachsiger Fahrzeuge geplant. Das kroatische Verteidigungsministerium bestätigte jedoch den Kauf von 84 Einheiten Patria AMV mit 8×8-Antrieb. Die Anschaffung der dreiachsigen Version wurde verworfen. Der Auftrag der verbleibenden 42 Einheiten wurde im Dezember 2008 erteilt. Nachdem die kroatische Armee etwa 280 Stück gepanzerter Kampffahrzeuge benötigt, gelten weitere Beschaffungsaufträge als wahrscheinlich.
Die Regierung von Nordmazedonien bestätigte im Jahre 2006, die gleiche Version wie Kroatien bestellen zu wollen und sich eigene Erprobungsversuche aus Kostengründen zu ersparen. Die Konfiguration der Fahrzeuge soll denen der slowenischen ähneln, jedoch wahrscheinlich in kleineren Stückzahlen.
Im Januar 2008 erklärte der Lieferant Patria, dass die Streitkräfte der Vereinigten Arabischen Emirate den AMV mit BMP-3-Geschützturm in ungenannter Stückzahl bestellt haben.
Am 30. Januar 2008 wurde gemeldet, dass der Lieferant Patria innerhalb von vier Monaten die ersten 30 Einheiten AMV liefern würde, falls die tschechische Armee den AMV als neuen Truppentransporter auswählen würde. Tschechien hatte sich bereits für den österreichischen Steyr Pandur als neuen Truppentransporter entschieden. Jedoch war die tschechische Regierung Ende 2007 vom Vertrag zurückgetreten, da Steyr nicht zur Vertragserfüllung in der Lage war.
Janes berichtet im November 2017, dass 81 Stück des Patria-AMY-XP-Fahrgestells auch an den slowakischen Hersteller Konstrukta Defence aus Nová Dubnica geliefert werden. Das Geschäft hat einen Umfang von 1,3 Milliarden Euro. In slowakischen Quellen wird über einen Systempreis von nur 417 Millionen Euro berichtet. Die Slowakei lässt ihre Version mit der russischen Maschinenkanone Schipunow 2A42 bestücken.
Anfang April 2023 bestellte die Ukraine in Polen 100 KTO Rosomak. Die Fahrzeuge sollen mit Mitteln der Europäischen Union und der USA bezahlt werden. Wenige Tage später stockte sie die Bestellung auf 150 Stück auf.

### Zusammenarbeit von Patria und Lockheed Martin
Patria und Lockheed Martin haben ein Kooperationsabkommen für die Ausschreibung des US Marines MPC (Marine Personnel Carrier) geschlossen. Der gepanzerte Truppentransporter MPC soll das LAV-25 ersetzen. Das United States Marine Corps plant, 600 Einheiten des neuen MPC zu beschaffen. Nach dem geplanten Ende der Ausschreibung im zweiten Quartal 2008 wollten die US Marines verschiedene Angebote bewerten.
Patria soll dabei die vierachsige Version des AMV liefern. Lockheed Martin Systems Integration zeichnet für das MPC-Angebot sowie für Systemintegration, die Survivability-Systeme, die Fertigung in den USA sowie auch für Networking und Logistik verantwortlich.

## Kriegseinsätze
Afghanistankrieg (2001–2021)Im Rahmen der polnischen Beteiligung am Krieg in Afghanistan setzte das Kontingent der polnischen Streitkräfte (Polski Kontyngent Wojskowy Afganistan), Teil der ISAF, im Afghanistankonflikt seit 2007 35 Fahrzeuge KTO Rosomak (inkl. fünf MedEvac-Fahrzeuge) ein. Die Truppentransporter sind mit zusätzlicher Stahlkomposit-Panzerung ausgestattet.
EU-Mission im Tschad (2008–2009)
EUFOR Tschad/Zentralafrikanische Republik, KTO Rosomak polnisches Kontingent Polski Kontyngent Wojskowy Czad
Russisch-Ukrainischer Krieg (seit 2022)
Bis Dezember 2024 wurden mindestens sieben Exemplare der von der Ukraine eingesetzten polnischen Variante KTO Rosomak in den Kampfhandlungen zerstört oder schwer beschädigt.

## Nutzerstaaten

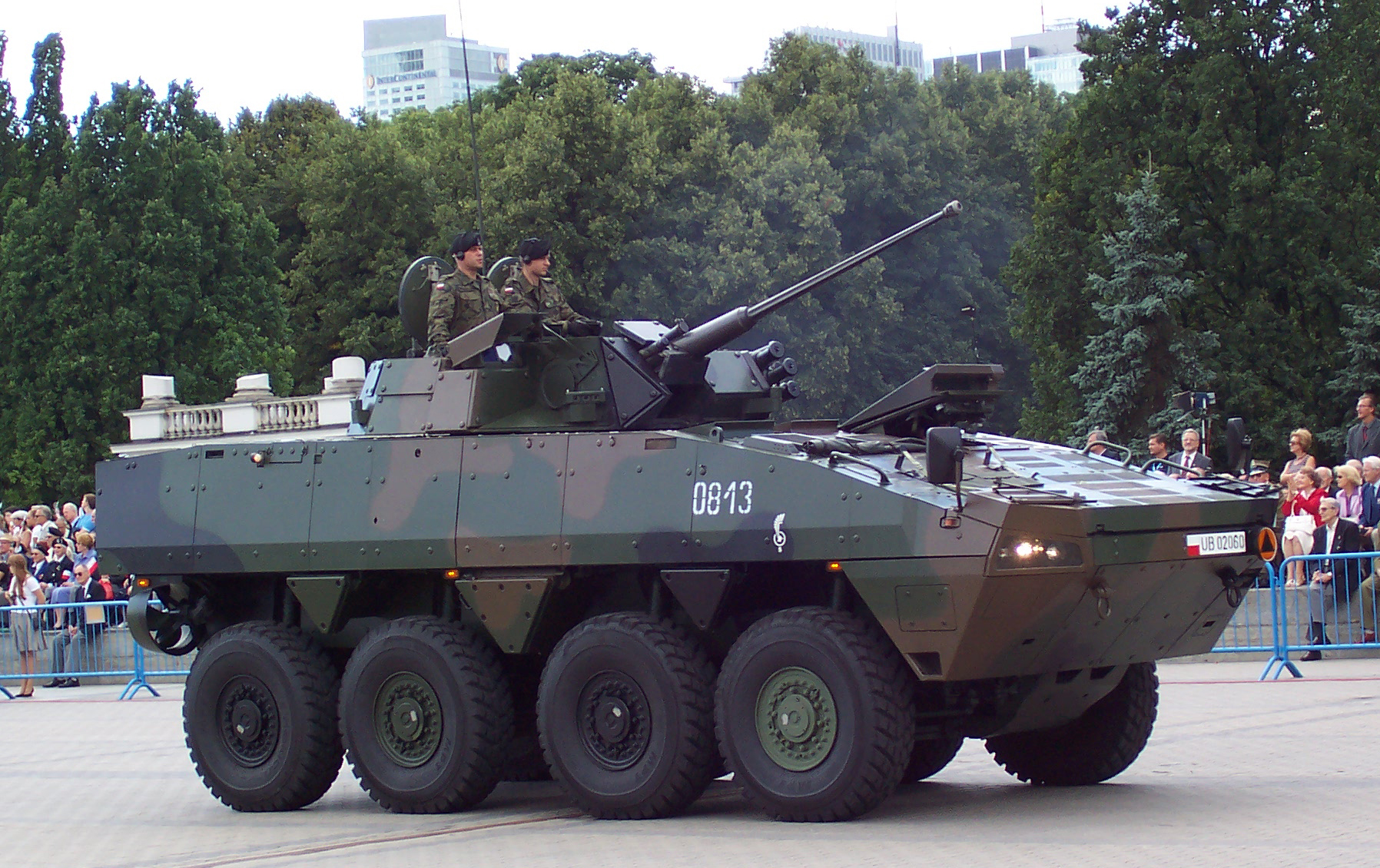
Polnische Version des Patria AMV, als KTO Rosomak bezeichnet, mit kleinen Propellern am Heck

JapanBei den Selbstverteidigungsstreitkräften wird der AMV ab 2023 den Typ-96-Transportpanzer ersetzen.
 Kroatien126 Einheiten wurden bis 2020 in Dienst gestellt. Die Bestellungen erfolgen 2007 (84 Fahrzeuge) und im Dezember 2008 (weitere 42 Fahrzeuge). Die ersten vier Fahrzeuge wurden bereits im Dezember 2008 geliefert
 Finnland62 Standardtruppentransporter mit Geschützturm von Kongsberg Gruppen sowie 24 Mörserradpanzer mit AMOS-Mörsersystem.
 Polen863 Truppentransporter und schwimmfähige Schützenpanzerwagen in verschiedenen Ausführungen. Bezeichnet als KTO Rosomak (Kołowy Transporter Opancerzony Rosomak) / gepanzertes Transportfahrzeug „Bärenmarder“ / Lieferung bis 2013. 205 Transporter ab 2014 bis 2018.
 Slowakei76 Schützenpanzerwagen mit ferngesteuertem Turra-30-Turm des slowakischen Unternehmens EVPU (Lieferung ab 2023 geplant).
 Slowenien30 Schützenpanzerwagen, davon 12 mit NEMO-Mörser.
 Südafrika (South African National Defence Force)264 Einheiten. Bezeichnung: Badger
 Vereinigte Arabische EmirateDie Armee der Vereinigten Arabischen Emirate bestellte eine ungenannte Anzahl der AMV-Version 8×8. Die Fahrzeuge werden voraussichtlich mit BMP-3-Geschütztürmen ausgestattet und haben leichte Modifikationen, einschließlich eines verlängerten Rumpfes.
Total: 1477 bestellte Einheiten, ausgenommen die Bestellung aus den VAE (ungenannte Stückzahlen), plus mögliche slowenische Nachfolgebestellungen.